# Sahl Smbatean
Sahl (i) Smbatean ou Sahl fils de Smbat (en arménien Սահլ Սմբատյան Եռանշահիկ ; mort après 855), ou, dans les sources arabes, Sahl ibn Sunbat ou Sahl ibn Sunbat al-Armaniyy, est un prince arménien d'Albanie du Caucase et de Shaki (Héréthie) du IXe siècle.

## Origines
Les historiens du Caucase sont divisés sur les origines de Sahl, à partir d'interprétations diverses de l'historien arménien Movsès Kaghankatvatsi.

### Un Aranshahikide?
Selon Cyrille Toumanoff, qui reprend la qualification d'Aranshahikide par Movsès Kaghankatvatsi, Sahl est un membre de cette lignée arménienne (elle-même une branche de la dynastie siounide), et en particulier de Zarmihr Eranshahik, seul survivant selon la tradition du massacre des Eranshahiks par les Mihranides au VIIe siècle, en raison de l'appartenance de son épouse à cette maison.

### Un Siounide?
D'autres historiens (Robert H. Hewsen, Charles Dowsett, Vladimir Minorsky, Claude Mutafian), se basant sur le texte de Movsès Kaghankatvatsi selon lequel Sahl, père d'Artnerseh (époux de Spram), est seigneur de Siounie, remettent en cause cette ascendance aranshahikide. Pour Minorsky, la qualification d'Aranshahikide par Kaghankatvatsi est l'anticipation d'une reprise du titre du dernier Mihranide, Varaz-Terdat II. Dowsett estime quant à lui qu'il n'est pas exclu que la généalogie aranshahikide ait été fabriquée soit par Sahl, soit par Kaghankatvatsi, soit par sa source, afin de renforcer les prétentions de Sahl sur l'Albanie du Caucase. Hewsen fait ainsi de Sahl un prince siounide s'étant emparé du domaine familial du Gegharkunik et ayant pris son autonomie, fondant ainsi la lignée des princes de Khatchen (en 821). Mutafian reprend également cette origine de la principauté de Khatchen.

### Un Bagratide?
L'historien géorgien Nodar Assatiani estime de son côté que Sahl et les dynastes d'Héréthie qui lui succèdent sont issus d'une branche cadettes des Bagratides, en contradiction avec le texte de Movsès Kaghankatvatsi.
Cyrille Toumanoff estime toutefois qu'une alliance matrimoniale initiale de la dynastie avec une princesse bagratide est très probable du fait des noms retenus pour Sahl, son père et son successeur : « Smbat » (son père), « Sahl » qu'il interprète comme une déformation de « Sahak (?) » et « Adarnassé ». Christian Settipani émet même l'hypothèse que Smbat, le père de Sahl, serait issu par sa mère du prince d'Arménie Smbat VI Bagratouni.

## Règne
Dans les sources arméniennes, Sahl et ses frères sont mentionnés en raison de leurs luttes victorieuses aux côtés d'Esayi Abu-Muse contre les envahisseurs arabes dans les montagnes de l'Artsakh. Le premier affrontement rapporté a lieu en 822 lors de l'invasion du canton d'Amaras. L'autorité du Calife dans la région est en outre substantiellement affaiblie par la révolte de Babak Khorramdin en Azerbaïdjan (822-837), lequel a épousé une fille de Vasak, prince de Siounie, ce qui ne l'empêche toutefois pas de se retourner ultérieurement contre son beau-père. Sahl, prince de Shaki, en tire profit pour étendre son autorité sur l'Albanie du Caucase dont le dernier souverain mihranide, Varaz-Terdat II, est assassiné en 822/823. La fille de ce dernier, dénommée Spram, est unie au fils de Sahl, Adrnerseh/Adernassé.
Vardan Areveltsi rapporte qu'en 837-838, Afchin, général du Calife abbasside Al-Mutasim, est envoyé en Arménie pour lutter contre Babak. Défait, ce dernier se réfugie dans les montagnes contrôlées par Sahl, qui le capture et le remet à Afchin contre une récompense d'un million de dirhams d'argent. Selon Movsès Kaghankatvatsi, le Calife lui accorde alors la souveraineté sur l'Arménie, la Géorgie et l'Albanie du Caucase.

## Exil
En 854, selon Thomas Arçrouni, Sahl connaît le même sort que de nombreux dynastes arméniens et est exilé à Samarra à la suite des opérations militaires menées par le Turc Bougha, envoyé par le Calife reprendre la région en main. Le sort ultérieur de Sahl n'est pas connu, même si l'on sait qu'il meurt après 855.